# Château de Coudrée
Le château de (la) Coudrée, anciennement de Foron(s), est une maison forte de la fin du XIIe siècle, qui se dresse sur la commune de Sciez, dans le département de la Haute-Savoie en région Auvergne-Rhône-Alpes, au fond du golfe de Coudrée qui s'ouvre sur le Léman.
Il ne doit pas être confondu avec une maison dite le château de Coudrée, au Bourg-de-Four à Genève, ancienne résidence des comtes de Genève. 

## Nom
Le château porte les noms de Forons et Coudrée, voire de La Coudrée.
La première mention de l'édifice se fait sous le nom de Forons, en 1245, dans un acte d'échanges entre seigneurs,. Le nom de Coudray désignait à la même période une forêt. Le nom de coudrée désigne un « lieu planté de coudriers » (des noisetiers).

## Situation
La maison forte de Coudrée est située dans le département français de la Haute-Savoie sur la commune de Sciez, dans l'ancienne province historique du Chablais. Elle est installée près de la rive gauche du Léman,, dans le golfe entre Yvoire et Thonon, à une centaine de mètres à l'est de l'embouchure du Foron. Le chef-lieu de Sciez se trouve à 1,1 km au sud.

## Historique
La maison forte de la Coudrée, probablement de la fin du XIIe siècle, semble avoir été édifiée par les comtes de Savoie,.
L'abbé de Saint-Maurice d'Agaune déclare qu'il a donné cette terre à la dame d'Allinges,. En effet, le document n°777 du Régeste genevois, datée du 29 novembre 1245, stipule que « l'abbé et le Chapitre de St-Maurice d'Agaune notifient que Béatrix, veuve d'Henri Ier d'Allinges, et ses fils Guillaume et Hugues, ont reçu en fief de Pierre de Savoie trois mesures de terre, contiguës au lac, où existe la maison forte dite Forons, avec la forêt appelée Coudrée (Coudray). Ces terres, dit l'acte, avaient été données en alleu par l'abbé et le chapitre d'Agaune à la dite dame d'Allinges et à ses fils, en compensation d'autres biens que possédait cette famille »,. Ces derniers se trouvaient à Marclay et près de Jussy. La famille Allinges doit hommage pour le château aux comtes de Savoie, avoués de Saint-Maurice.
Le château est désormais la résidence de la famille d'Allinges, qui portera le titre de Coudrée, jusqu'en 1840,.
Le château ne connaît pas particulièrement de faits marquants au cours de la période médiévale. Toutefois, la présence probable d'un port peut lui avoir donné un rôle important durant les différents conflits opposants les Savoie à leurs voisins,. 
Au cours du conflit opposant le duché de Savoie aux Bernois reformés (1589-1590), le château devient une place forte et il est tenu à cette période par le baron d'Hermance, en 1590, avec une garnison de 70 soldats. Il résiste notamment à un assaut de l'armée commandée par le baron de Conforgien, Guillaume de Clugny, et les députés de Genève Chevalier et Chapeaurouge, composée de Genevois et de Français, et de la cavalerie. Au cours du conflit, Esther d'Harrocourt, femme d'Antoine d'Allinges, inquiète pour son château, demande l'accord pour démanteler le rempart,. Les vestiges de ce dernier ont été retrouvés lors de fouilles.
La seigneurie est érigée en marquisat le 24 février 1655,.
Prosper-Gaëtan d'Allinges, mort le 26 février 1840, est le dernier descendant de la famille d'Allinges. Le château de Coudrée devient la propriété de ses cousins, héritiers, issus de la famille Alfieri di Sostegno, notamment le poète,,. Ces derniers le vendent, en 1856, à Anatole Bartholoni, financier genevois, et député de la Haute-Savoie sous le Second Empire,. La famille entreprend une restauration entre 1912 et 1914.

## Description
Le château a une forme quadrangulaire (44 m sur 34 m). L'ancien édifice comprenait une cour entourée de logis installés contre l'enceinte, à l'exception de la partie donnant sur le lac, au nord. Le logis central est une tour carrée, un donjon, avec un mur d'enceinte flanqué de deux tours,. L'entrée se fait par le versant ouest. Toutefois, elle varie selon les époques.
Les éléments dans l'enceinte, logis et tours, ont été remaniés au cours des XVe siècle, puis au siècle suivant. Au XVe siècle, une seconde enceinte est réalisée avec « quatre angles de tours semi-circulaires ».
Il semble probable que les premiers fossés aient été reliés aux eaux du lac.